# Bertoloni-bangó
A Bertoloni-bangó (Ophrys bertolonii) a kosborfélék családjába tartozó, a Közép-Mediterráneumban elterjedt növényfaj. Magyarországon 2010-ben jelent meg.

## Megjelenése
A Bertoloni-bangó 10-30 (maximum 45) cm magas lágyszárú, évelő növény. A föld alatt két, ritkán három kerek gumójában tárolja a tápanyagokat. 4-7 darab, kékeszöld színű, 6 cm hosszú, 2 cm széles tőlevele rozettát formáz. A száron is nő 1-2 kis szárlevél.
Májusban virágzik. A virágzatot 3-8 virág alkotja. Külső szirmai a virág tetején világosrózsaszínek vagy akár sötét rózsaszínes-ibolyák lehetnek, megnyúltak, szétállók, hosszuk 13–18 mm. A belső szirmok kisebbek, keskenyebbek, lándzsás alakúak; hosszuk 6–11 mm, színük rózsás-ibolyás. A mézajak nagy, feltűnő, erősen szőrözött, sötét barnásvörös; közepén kékes-lilás folt, csúcsán felfelé álló, kis, sárgás-zöldes függelék található.

## Elterjedése és termőhelye
A Bertoloni-bangó a Mediterráneum középső térségében honos, elsősorban Olaszországban a Pótól egészen Szicíliáig. A Balkánon az Isztriai-félszigeten, Montenegróban és Korfun is megtalálható. Maximum 1450 méteres magasságig hatol. Olaszországban meglehetősen gyakori. Magyarországon 2010-ben észlelték Kunadacson.
Száraz gyepek, fenyő-, tölgy- és olajfaligetek, mediterrán bozótosok növénye. Megszárított és porrá tört gumóiból az ún. "salep" készül, mely a néphagyomány szerint rendkívül tápláló és különböző péksüteményekbe, kenyérbe, italba keverik.
Magyarországon 2012 óta fokozottan védett, természetvédelmi értéke 250 000 Ft.

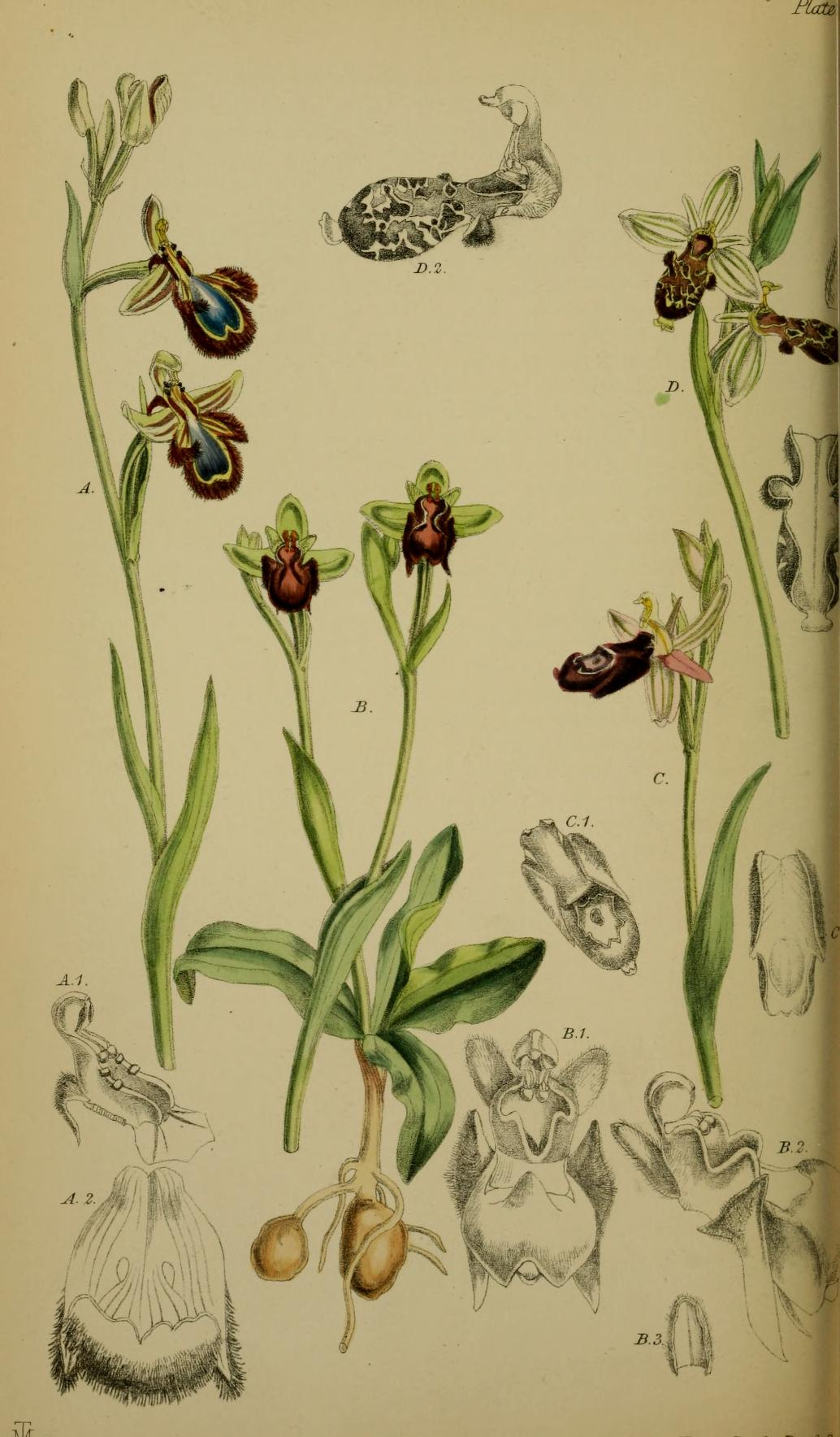
Bertoloni-bangó (c) egy 1871-es botanikakönyvben
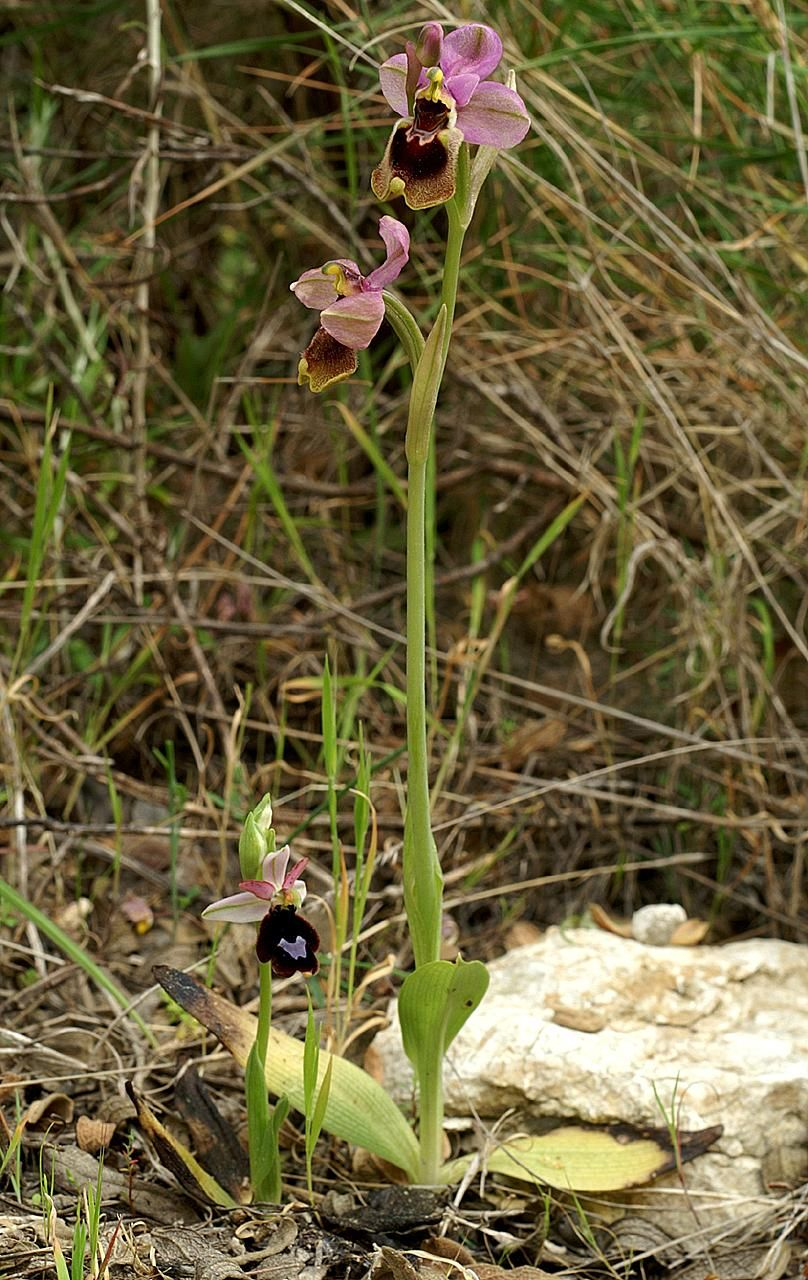
A teljes növény
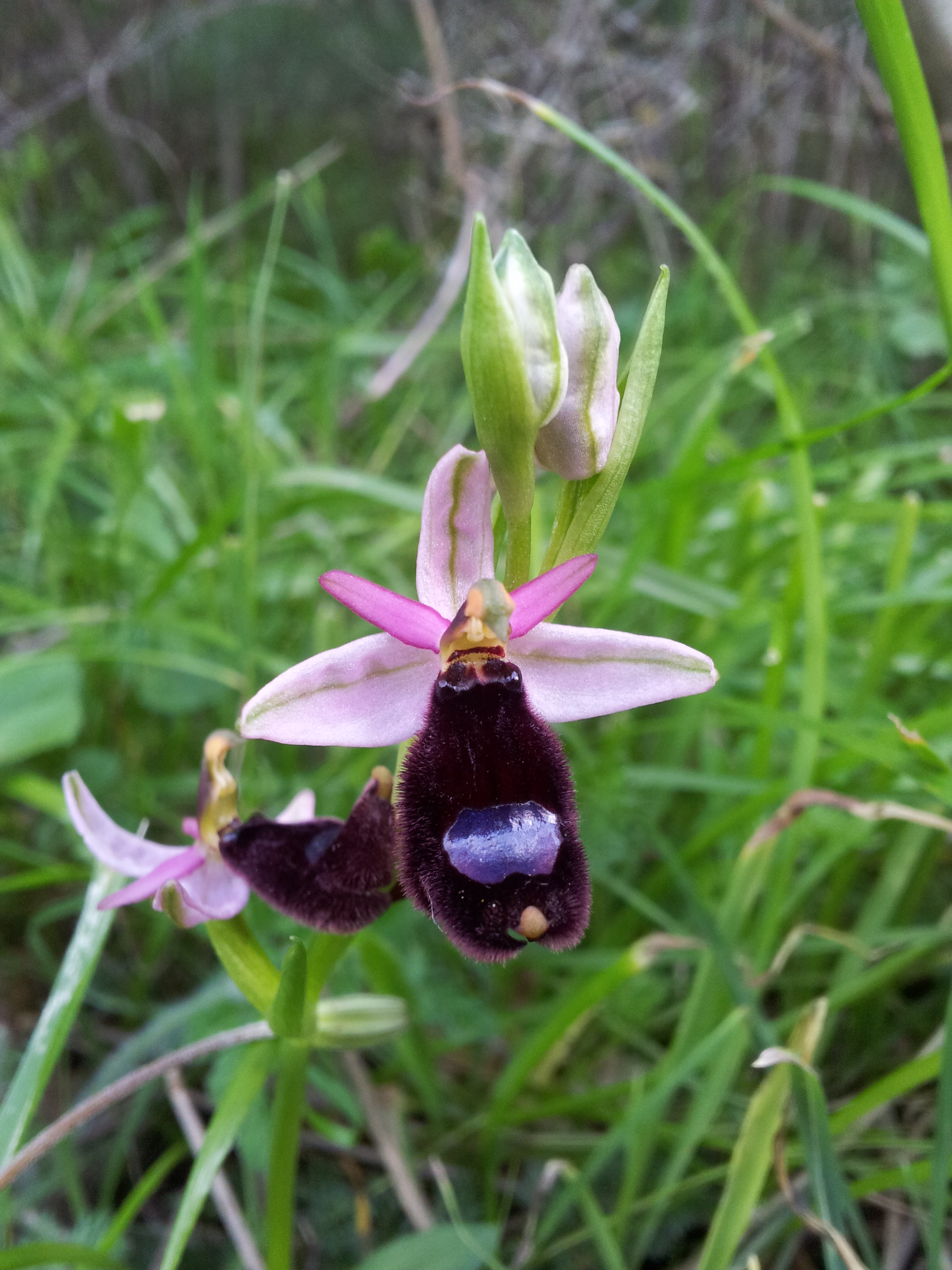
Virága
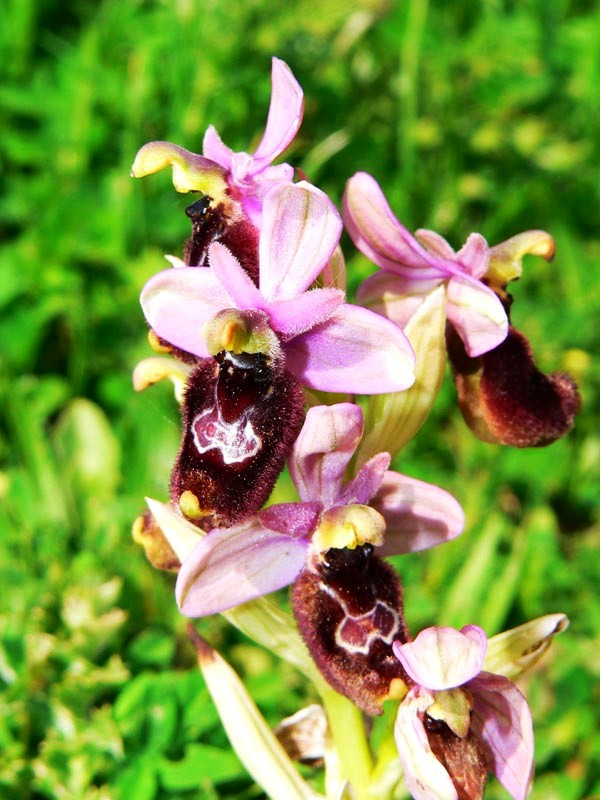
Ophrys tenthredinifera-val alkotott hibridje